# Malpa zlatobřichá

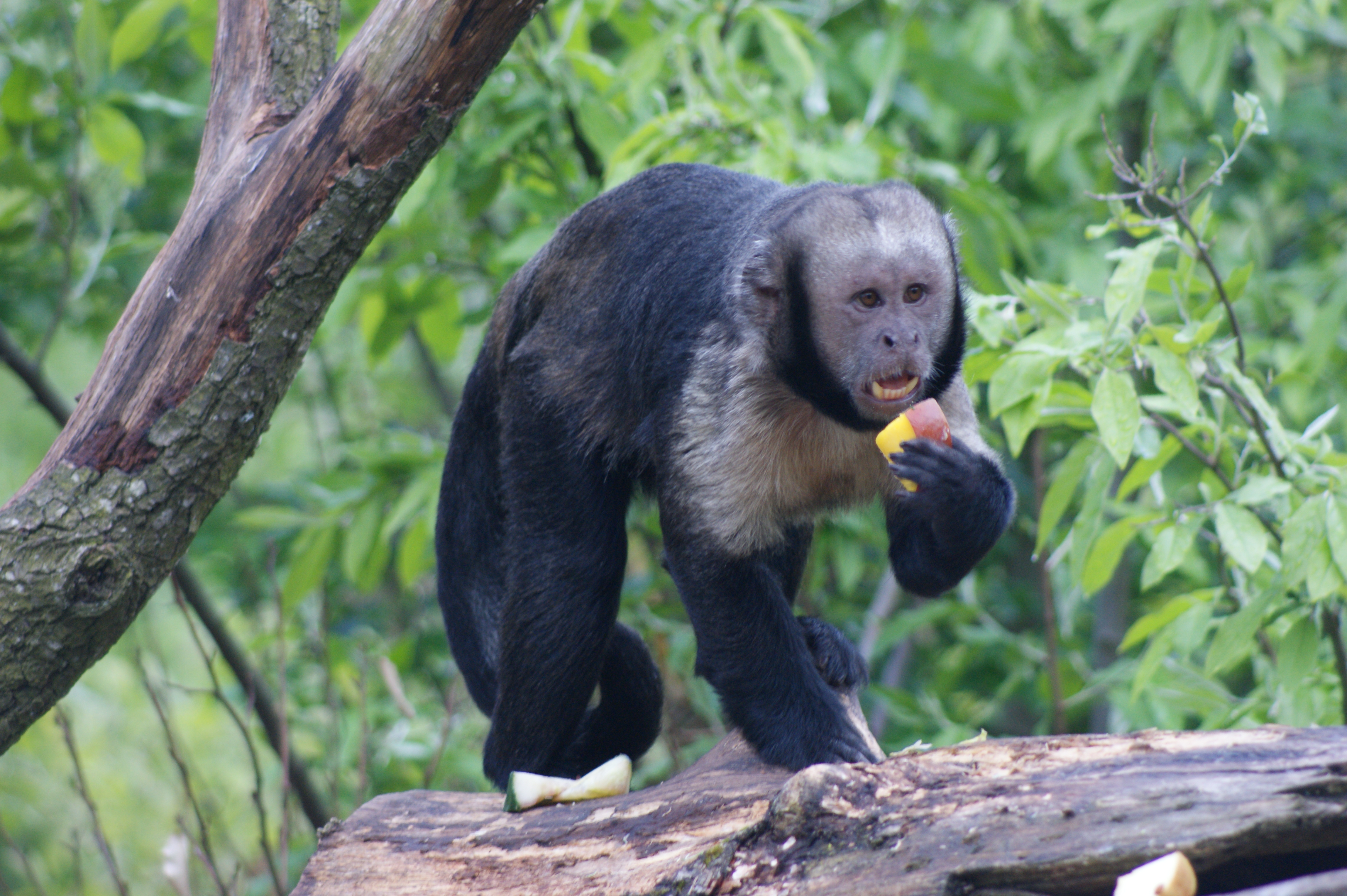
Malpa zlatobřichá

Malpa zlatobřichá (Sapajus xanthosternos) je vzácně se vyskytující, středně velký primát z Nového světa. Tento druh ploskonosých opic žije pouze na východě Brazílie ve spolkovém státě Bahia.

## Zařazení
Dlouho byla malpa zlatobřichá považována za poddruh malpy hnědé (Cebus apella), později byla přeřazena do samostatného druhu Cebus xanthosternos. V současnosti bývá některými vědci řazena do nového rodu Sapajus s totožným českým jménem malpa.

## Ekologie
Jejich nevelká oblast výskytu zahrnuje tři odlišné typy stanovišť. Jsou to stálezelené tropické deštné pralesy s mangrovy u atlantského pobřeží, na jihu území na hranicích se státem Minas Gerais to je poloopadavý listnatý les a v oblasti Caatinga nevysoké, opadavé, suchomilné stromy a keře savanovitého charakteru.

## Popis
Malpy zlatobřiché mají kulaté hlavy, vpředu umístěné velké oči a zploštělý nos. Jejich svrchní část těla je porostlá hnědou srstí světlejšího či tmavšího odstínu, hlavu, hruď a části podél ramen mají zbarveny zlatožlutě. Na vrcholu hlavy vyrůstají dospělým jedincům dva chomáče delších, tmavších chlupů, které někdy mají vzhled rohů. Obličeje zepředu jsou světlé a zboku tmavé, končetiny a ocas mají tmavé. Délka těla může být 35 až 50 cm, stejně dlouhý bývá i jejich chápavý ocas. Pohlavní dimorfismus se projevuje ve velikosti, samec může vážit až 4,8 kg, kdežto samice nejvýše 3,4 kg. Mají dlouhé prsty s drápy a na předních končetinách chápavý palec.

## Stravování
V potravě nejsou vybíravé, jsou všežravé, pojídají ovoce, ořechy, semena, mladé výhonky a listy, pijí nektar z květů, žerou ptačí vejce, hmyz, žáby, drobné plazy, ptáky, netopýry a další nedospělé savce. Slézají za potravou také se stromů, na pobřežích sbírají ústřice a kraby. Při jídle jsou velmi hlučné, jejich skákání po větvích a bušení tvrdými plody o kmeny je slyšet na velké vzdálenosti.

## Chování
Denní, sociální opice, které se pohybují se po čtyřech končetinách a k zavěšení využívají též chápavého ocasu. Většinu času tráví v korunách stromů hledáním a konzumaci potravy. Dokážou také velmi dobře skákat mezi stromy, zavěšeni za ruce se na větví rozhoupou a skočí, ocasem přitom řídí let. Vytvářejí skupiny čítajících 10 až 30 členů, které mívají obvykle o málo větší počet samců nebo stejný počet samců a samic. Nežijí v párech a vztahy jsou uspořádány hierarchicky, vůdčí roli hraje alfa samec, který v případě potřeby fyzicky brání území a zdroje potravy před konkurencí. Mezi samicemi je nejvýše postavená alfa samice.
Svá území i sebe značkují močí, kterou si roztírají po těle i po stromech. Jsou poměrně hlučné a při přesunech i krmení spolu komunikují hlasitým kňučením, poštěkáváním a rozličným pískáním. Nocují vysoko na stromech nepřístupných pro suchozemské predátory, nejčastěji spí ve společných hnízdech z větviček a listů. Spací stromy denně mění podle místa, kde toho dne naposled našli potravu, po určité době mohou být použity opětovně.
Tvrdé slupky, které nelze otevřít zuby, rozbíjejí o kmen stromů nebo použitím dřevěné palice. Skupiny žijící v kamenité oblasti Caatinga, kde je potravy méně a je hůře dostupná, používají kamenné kovadliny, kdy na palmový ořech umístěný v kamenném důlku pouštějí kámen vážící až 1 kg (přitom váží cca 4 kg).

## Rozmnožování
Způsob rozmnožování u malpy zlatobřiché nebyl pro její vzácnost a těžkou dostupnost podrobně zjišťován, proto další údaje jsou odvozené podle nejbližší příbuzné malpy hnědé. Skupina má sice alfa samce a alfa samici, jedinci však nežiji v párech a jsou promiskuitní. Rodí všechny samice a většina z nich dává při páření přednost alfa samci, získává tak pro svého potomka lepší ochranu a vyšší postavení v tlupě. Alfa samice bývá vůči říjným samicím agresivní a brání jim v přístupu k vůdci skupiny a tak se občas stává otcem i níže postavený samec.
Páření chtivá samice upozorňuje samce na svůj stav upřeným pohledem do očí, zvedá obočí, kývá hlavou se strany na stranu a pomalu se k němu přibližuje. Po několikaterém zopakování rituálu se samec nechává zlákat a začnou spolu na větvích skákat a točit se, pak následuje páření. Říje samice trvá asi 18 dnů a její nástup není pro lidi patrný.
Po 180 dnech březosti se narodí jedno mládě, které váží 250 až 290 gramů a je zcela odkázáno na matku. Samice ho kojí, nosí a neopouští asi dva měsíce, později se v její nepřítomnosti o něj starají ostatní členové tlupy, včetně samců. Pečuje o potomka až do věku šesti měsíců, pak je již obvykle schopen se sám krmit. Pokud matka zahyne, péči o něj převezme celá skupina. Samice porodí v průměru jedno mládě co 22 měsíců. Mladé samice mají tendenci zůstávat ve skupině, kdežto samci ve věku dvou až čtyř let odcházejí. Samci pohlavně dospějí v šesti až osmi létech, samice prvně rodí v sedmi až osmi. Průměrný věk ve volné přírodě není znám, v zajetí žijí déle než 30 roků.

## Ohrožení
Hlavními přirozenými predátory jsou kočkovité šelmy (jaguáři, pumy a oceloti), hadi (hroznýši a chřestýši) a draví ptáci (orli, jestřábí a harpyje). V blízkosti vody je mohou při jejich pozemních toulkách za potravou lapit i krokodýli. Se vzrůstající velikosti tlupy klesá riziko napadení dravcem, více očí více vidí. Při konzumaci potravy se jedinci obvykle střídají v hlídkování. Jsou také ohrožováni i lidmi, domorodci je střílejí pro maso nebo loví mláďata na prodej, vychovávají z nich domácí mazlíčky které prodávají.
Hlavním nebezpečím pro malpu zlatobřichou je odlesňování velkých lesních ploch na jejich tradičních územích. Opice tak trpí nedostatkem potravy a musí za obživou cestovat na velké vzdálenosti otevřeným terénem. Dochází také k velké fragmentaci populace, tlupy se vyskytují na místech prostorově izolovaných a jen stěží se uskutečňuje potřebné prolínání genů.
Podle Mezinárodního svazu ochrany přírody IUCN je stav malpy zlatobřiché posuzován jako klesající a je hodnocená jako kriticky ohrožená (CR). Přínosem pro její záchranu je také uvedení v příloze II v CITES, kde je zakázáno s ní obchodovat.